# Henri Stein
Pour les articles homonymes, voir Stein.
Frédéric Alexandre Henri Stein, né le 28 février 1862 à Pierry (Marne) et mort le 23 mai 1940 à Paris, est un historien et archiviste français.

## Biographie
Archiviste-paléographe, il est conservateur de la section moderne aux Archives nationales et chargé de cours à l'École des chartes. Il est aussi directeur du Bibliographe moderne, revue de critique historique.
Il publie de nombreuses études d'histoire locale dont plusieurs présentent un intérêt direct ou indirect pour l'histoire du Pays d’Étampes et du Gâtinais.
En 1883, il fonde la Société d'histoire et d'archéologie du Gâtinais, qu'il anime jusqu'à sa mort en 1940 en ayant quasiment disparu avec lui : sous sa direction, elle publie des bulletins et mémoires dans les Annales de la Société historique et archéologique du Gâtinais, dites Annales du Gâtinais (47 vol. ).
On lui doit quelques ouvrages fondamentaux pour la recherche historique et topographique, encore en usage, comme la série des Pouillés des anciens diocèses français, qu'il dirige avec Paul Quesvers (1839-1903).
Son ouvrage de recension, la Bibliographie générale des cartulaires français ou relatifs à l'histoire de France, Paris, 1907, répertorie bon nombre d'anciens cartulaires étant encore désignés parfois par leur no  Stein. Par exemple, le célèbre cartulaire de l'abbaye du Mont-Saint-Michel (Bibliothèque d'Avranches, manuscrit no 210), est désigné par le no  Stein 2011. L'ouvrage fourni le départ d'une base de données en ligne et collaborative, créée et enrichie par l'Institut de recherche et d'histoire des textes.

## Œuvres
- Les Archives de Maisse (Seine-et-Oise), Paris : H. Menu, 1884, 18 p.
- « Jean Goujon et la Maison de Diane de Poitiers à Étampes », dans : Annales de la Société historique et archéologique du Gâtinais, VII (1889), p. 5-19.
- Jean Goujon et la maison de Diane de Poitiers à Étampes, Paris : H. Laurens, 1890, 19 p.
- Grands seigneurs et petits fiefs du Gâtinais. I. Henri de Courances (1255-1268), Paris : Picard, 1892, 23 p.
- avec Paul Quesvers, Pouillé du diocèse, publié d'après des manuscrits et des documents inédits, publié d'après des manuscrits et des documents inédits.
- La Papeterie d'Essonnes, Paris : A. Picard et fils, 1895, 32 p.
- avec Paul Quesvers, Inscriptions de l'ancien diocèse de Sens, publiées d'après les estampages d'Edmond Michel, 4 volumes in-4° : t.1 (1897): Pouillé du diocèse, inscriptions de la ville et des faubourgs de Sens ; t.2 (1900): Inscriptions de la banlieue de Sens, des doyennés de Vanne, de Trainel et de Saint-Florentin ; t.3 (1902): Inscriptions des doyennés de Courtenay et de Marolles-sur-Seine; t.4 (1902) : Inscriptions des doyennés de Milly et du Gâtinais, Paris : A. Picard et fils, 1897-1902.
- avec Paul Quesvers, Essai de généalogie de la famille des Barres (Brie, Gâtinais, Sénonais, Nivernais, Berri, Bourbonnais, Bourgogne), Fontainebleau : M. Bourges, 1901, 52 p.
- Bibliographie générale des cartulaires français ou relatifs à l'histoire de France, Paris, 1907, in-8°, xv-628 p.
- Antoine Clérissy et la verrerie du Monceau, près Fontainebleau (1640-1643), Fontainebleau : M. Bourges, 1911, 27 p.
- Le Palais de justice et la Sainte-Chapelle de Paris, Paris, D. A. Longuet, 1912
- Augustin Pajou, Paris : E. Lévy, 1912, 443 p.
- La Désolation des campagnes gâtinaises pendant la guerre de Cent Ans, Paris : H. Menu, 1917, 23 p.
- Maurice Prou, Alexandre Vidier [premiers auteurs] & Henri Stein [éditeur du fascicule 2 du tome II], Recueil des chartes de l'abbaye de Saint-Benoît-sur-Loire [VIII + 408 p.], Paris : A. Picard et fils, 1894.
- avec Jean Hubert, Dictionnaire topographique du département de Seine-et-Marne, comprenant les noms de lieu anciens et modernes, Paris : Imprimerie nationale, 1954, LIV+687 p.
- Charles de France, frère de Louis XI, Paris, Auguste Picard, coll. « Mémoires et documents publiés par la Société de l'École des Chartes » (no X), 1919, IX-87l (présentation en ligne, lire en ligne), [présentation en ligne], [présentation en ligne].

## Prix
- [1913]  :
  - Prix Jean-Jacques-Berger de l'Académie des inscriptions et belles-lettres pour Le Palais de justice et la Sainte-Chapelle de Paris.
  - Prix Charles-Blanc de l'Académie française pour Augustin Pajou.
- [1921]  : Prix Gobert 1921 de l'Académie des inscriptions et belles-lettres pour Charles de France, frère de Louis XI.